# 奥里耶
奥里耶（法語：Hauriet）是法国朗德省的一个市镇，属于达克斯区（Dax）米格龙县（Mugron）。该市镇总面积7.57平方公里，2009年时的人口为257人。

## 人口
奥里耶人口变化图示